# Je ne sais quoi
«Je ne sais quoi» (en español: No sé qué) es una canción pop interpretada en inglés pero con algunas frases en francés. Compuesta por Örlygur Smári y Hera Björk, e interpretada por esta última; representó a Islandia en el Festival de la Canción de Eurovisión 2010 celebrado en Oslo, Noruega, y participó en la Primera semifinal del certamen el 25 de mayo del mismo año.
El tema ganó la preselección nacional Söngvakeppni Sjónvarpsins 2010, organizado por la cadena pública islandesa Ríkisútvarpið.

## Listas
| Listas de éxitos (2010)         | Posición más alta |
| ------------------------------- | ----------------- |
| Bélgica (Flandes) (Ultratop 50) | 27                |
| Finlandia (OFC)                 | 17                |
| Islandia                        | 1                 |
| Suecia (Sverigetopplistan)      | 49                |
| Swiss Singles Chart             | 64                |
| UK Singles Chart                | 131               |